# NGC 7704
NGC 7704 is een elliptisch sterrenstelsel in het sterrenbeeld Vissen. Het hemelobject werd op 13 oktober 1827 ontdekt door de Britse astronoom John Herschel.

## Synoniemen
- UGC 12684
- MCG 1-60-5
- ZWG 407.14
- NPM1G +04.0613
- PGC 71810